# ロケット艦

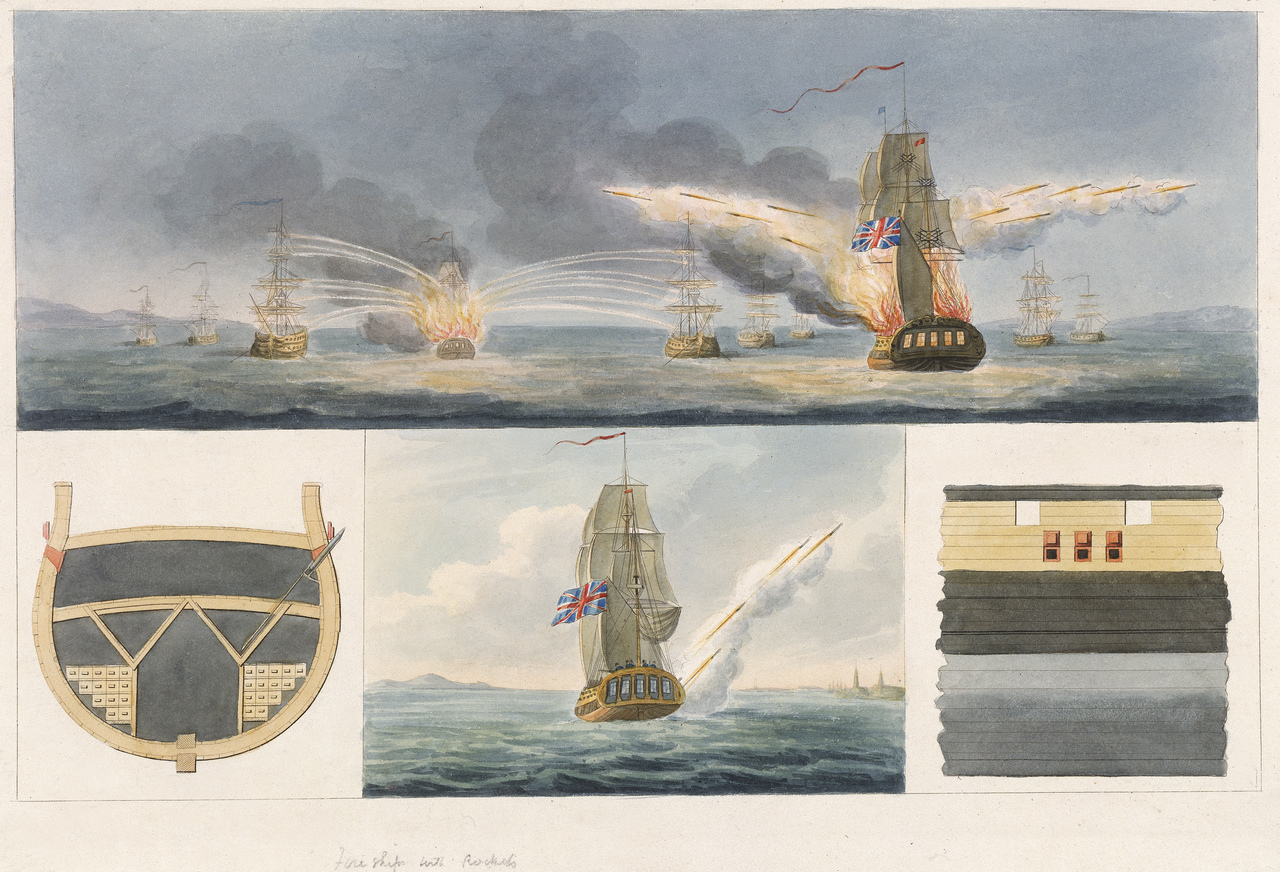
コングリーヴ・ロケットを発射する軍艦

ロケット艦（ロケットかん；英語: Rocket vessel）は無誘導のロケットを兵器として搭載した軍艦である。この種の船で最も有名なのは「エレバス」で、ボルティモアの戦いに参加した際のようすはアメリカ国歌となったフランシス・スコット・キーの詩『星条旗』にも記されている。

## 概要
ロケット艦は1806年にブローニュ＝シュル＝メールのフランス艦隊を攻撃するためにも使用され、1808年の第2次コペンハーゲンの海戦でも活動した。翌年のバスク・ロードの海戦には「キング・ジョージ」、「ニムロッド」、「ホワイティング」の3隻が参戦した。
当時のコングリーヴ・ロケットはかなり不正確で信頼性が低く、普通は心理的攻撃として他の臼砲艦のような効果的な兵器とあわせて使用された。
エレバスは32ポンド(15kg)ロケット発射機を甲板下に備え、舷窓や舷側に開けた穴からロケットを射出した。他のロケット艦の中にはボート（艇）と呼ぶべき小型のものもあり、それらはマストに発射機を備え付け、ハリヤードで上げ下げを行った。
第二次世界大戦では駆逐艦にヘッジホッグ対潜ロケット発射装置が搭載され、その後さらに効果的な対潜迫撃砲を運用するシステムが開発された。また上陸戦の際にはロケット弾を搭載したLCT(R)（Landing Craft Tank (Rocket)）が地上支援に使われた。
1950年代からはさまざまなロケット推進の誘導ミサイルが軍艦に搭載されるようになった。